# Norská křížová výprava roku 1152
Norská křížová výprava z roku 1152 až 1155 bylo menší křižácké tažení vedené orknejským hrabětem (později svatořečeným) Rögnvaldem Kali Kolssonem (neplést s výpravou norského krále Sigurda I.) a dozvukem druhé křížové výpravy. Byla to námořní výprava o síle 15 velkých lodí. Flotila měla namířeno do Levanty a vedla přes Severní moře, podél Pyrenejského poloostrova a Středozemního moře na Blízký východ. U španělských břehů křižáci zajali muslimskou loď zvanou Dromund, poté zamířili do přístavního města Narbonne v jižní Francii. Nedaleko Sicílie svedli vítěznou bitvu s neznámým muslimským loďstvem. Jeden z účastníků výpravy jménem Erling si vysloužil jméno Skakke („šikmý“), protože během útoku na nepřátelskou loď utržil zranění mečem v oblasti krku a od té doby nakláněl hlavu na stranu. Poté jejich cesta vedla do Konstantinopole, kde mnozí Norové včetně Erlinga Skakkeho a Eindrida Mladšího vstoupili do služeb Varjažské gardy, ostatní zahájili návrat do Norska nebo se vrátili domů až po letech služby v gardě byzantských císařů. Po návratu do Norska se Erling oženil s dcerou Sigurda I.